# Disco disperso
El disco disperso (también conocido como disco difuso) es una región del sistema solar cuya parte más interna se solapa con el cinturón de Kuiper (a 30 UA del Sol) hasta una distancia desconocida que podría ser de unos cuantos cientos de UA (hasta ahora 460) y también a otras inclinaciones por encima y por debajo de la eclíptica. Contiene un número incierto de cuerpos celestes (de momento se han descubierto unos 90) conocidos con el nombre de objetos dispersos, o simplemente objetos del disco disperso (en inglés scattered-disk objects o SDO), y que forman parte de la familia de los objetos transneptunianos. Son cuerpos helados, compuestos de roca, metal y hielo, algunos de más de 1000 km de diámetro, el primero de los cuales fue descubierto en el año 1995. El miembro más grande del grupo es el planeta enano Eris, descubierto en 2005.

## Formación
El descubrimiento del disco disperso es todavía tan reciente que no se sabe con seguridad cuál fue su origen, pero la hipótesis más aceptada por los astrónomos explica que los objetos dispersos se formaron en el cinturón de Kuiper y después fueron dispersados por la interacción gravitatoria con alguno de los planetas exteriores, principalmente Neptuno, hacia órbitas con grandes excentricidades e inclinaciones, mientras el cinturón de Kuiper recuerda de hecho una corona circular relativamente plana, que se extiende de 30 a 45 UA del Sol y alberga objetos en órbita circular (cubewanos) o ligeramente excéntrica (plutinos y twotinos), el disco difuso presenta objetos con parámetros orbitales heterogéneos que, frecuentemente, como en el caso de Eris, poseen inclinaciones también mayores de 45° respecto a la eclíptica. Se piensa que muchas de estas órbitas sean inestables, y que los objetos del disco difuso estén generalmente destinados a alejarse progresivamente del centro del sistema solar y a pertenecer a la nube de Oort o al espacio interestelar.
En órbitas interiores al cinturón de Kuiper pero tan inclinadas y excéntricas como las de los SDO, se encuentran unos objetos conocidos con el nombre de centauros. Algunos astrónomos creen que los centauros y los SDO tienen un origen común en el cinturón de Kuiper: mientras que los primeros son objetos que fueron expulsados hacia el interior del sistema solar, los segundos fueron hacia el exterior. Además, objetos en órbitas intermedias como (29981) 1999 TD10 hacen la clasificación todavía más borrosa y, de hecho, el Centro de Planetas Menores lista los centauros y los SDO juntos. En reconocimiento a esta borrosa clasificación, algunos científicos utilizan el término objeto disperso del cinturón de Kuiper (en inglés scattered Kuiper belt object o SKBO) para clasificar tanto los centauros como los objetos del disco disperso.

### El caso de Sedna
Si bien Sedna es oficialmente considerado un objeto del disco difuso, su descubridor, Michael Brown, ha sugerido que la elevada distancia del cuerpo (76 UA en su perihelio) haga improbable cualquier forma de interacción gravitacional significativa con los planetas conocidos, y que el objeto debería por tanto ser considerado un miembro de la nube de Oort interna. Según esta línea de investigación, se haría necesario encontrar una línea de demarcación entre Sedna y objetos más internos, como Eris, en posesión de todos los requisitos necesarios como integrante del disco difuso. Como Sedna, también (148209) 2000 CR105 (descubierto anteriormente) y otros cuerpos localizados en los años sucesivos parecen eludir la definición tradicional de objetos del disco difuso, y podrían pertenecer a la parte más interna de la nube de Oort.

## Parámetros orbitales

Disco disperso y objetos del cinturón de Kuiper.

El primer objeto del disco difuso en ser descubierto fue (15874) 1996 TL66, encontrado en 1996 por Mauna Kea; posteriormente se ha incluido en la categoría incluso (48639) 1995 TL8, conocido desde 1995, y descubierto en el ámbito del proyecto Spacewatch.
El diagrama adjunto representa las órbitas de todos los objetos del disco difuso hasta 100 unidades astronómicas, en oposición con las órbitas de los objetos del cinturón de Kuiper (en gris) y de los cuerpos en resonancia orbital con los gigantes gaseosos del sistema solar interno (en verde). La excentricidad de las órbitas se representa mediante líneas que se extienden desde el perihelio al afelio; la inclinación orbital se representa en el eje de las ordenadas.

### Perihelio
Los cuerpos del disco difuso no presentan nunca perihelio inferiores a las 35 UA, y se sitúan por tanto bien alejadas de la zona de influencia gravitacional directa de Neptuno (líneas rojas). Los plutinos (en gris, Plutón y Orcus) y los objetos en resonancia orbital 2:5 (en verde) pueden alcanzar distancias menores de Neptuno solo porque sus órbitas son menos estables por los fenómenos de resonancia.

### Características peculiares
Los objetos del disco difuso presentan parámetros orbitales que varían entre las enormes anomalías y la clamorosa regularidad. Algunos casos emblemáticos, representados en amarillo, son:
- 1999 TD10, cuya elevadísima excentricidad orbital (cercana a 0,9) lleva su perihelio muy cerca de la órbita de Saturno, convirtiéndolo en un miembro potencial de la familia de los centauros;
- 2002 XU93, caracterizado por poseer la mayor inclinación orbital observada (cerca de 78° sobre la eclíptica);
- 2004 XR190, caracterizado por una órbita circular muy inclinada.

### Resonancias orbitales
Los objetos en resonancia orbital con otros cuerpos (mostrados en verde) no son considerados miembros del disco difuso. Algunas simulaciones sugieren que numerosos objetos podrían estar sujetos a resonancias orbitales particularmente débiles, aquellos 6:11, 4:9, 3:7, 5:12, 3:8, 2:7, 1:4. Es posible que diversos cuerpos ya observados recaigan finalmente dentro de esta categoría.

## Comparación con otros cuerpos

Una comparación entre los objetos clásicos y los objetos del disco difuso.

Los gráficos contenidos en el diagrama mostrado confrontan la excentricidad y las inclinaciones orbitales de los objetos del disco difuso con las de algunos cubewanos; cada rectángulo rojo representa las bandas de incertidumbre sobre dos parámetros. El número relativo de objetos contenidos en cada recuadro se representa según las convenciones pictóricas características de la cartografía, donde los picos están próximos al marrón y los valles aparecen verdes.
Como se puede observar, se trata de dos poblaciones extremadamente divergentes; cerca de un tercio de los cubewanos recorren órbitas casi circulares y poco inclinadas, caracterizadas por una excentricidad máxima de 0,25. Los objetos del disco difuso, por el contrario, presentan excentricidades generalmente comprendidas entre 0,25 y 0,55 e inclinaciones de 15-20°, o también excentricidades comprendidas entre 0,50 y 0,55 e inclinaciones inferiores a 10°, sin embargo muchos de estos no pertenecen a estas dos agrupaciones convencionales. Aparte de 2004 XR190, no se ha descubierto todavía ningún objeto del disco difuso que presente excentricidades inferiores a 0,3.

### Órbitas

Las órbitas de los objetos del disco difuso en comparación.

Generalmente, se considera objetos dispersos aquellos cuerpos celestes con semiejes mayores de más de 50 UA, ya que ésta es la distancia aproximada del límite exterior del cinturón de Kuiper y da una imagen simplificada del disco disperso como una región en forma de rosquilla que "envuelve" los KBO. No obstante, el Minor Planet Center clasifica también como objetos dispersos aquellos cuerpos con semiejes mayores entre las 30 y las 50 UA y perihelios de menos de 25 UA. Estos cuerpos, que por su semieje mayor parecerían objetos del cinturón de Kuiper, poseen excentricidades altas, cosa que los diferencia de la mayoría de KBO. El resto de SDO, los de semieje mayor de más de 50 UA, también suelen tener excentricidades altas, de manera que sus afelios se extienden hasta centenares de UA del Sol. Además, muchos SDO tienen también inclinaciones altas, llegando hasta los 78° respecto a la eclíptica, y dando al disco disperso una forma que no se parece en nada a la de un disco.
El gráfico de la derecha reproduce una vista polar y una vista ecuatorial de las órbitas de los objetos del disco difuso (en negro), confrontadas con aquellas de los cubewanos (en azul) y de los objetos en resonancia 1:5 (en verde); los objetos todavía sin clasificar situados a distancias comprendidas entre 50 y 100 UA del Sol están indicados en gris.
EL anillo azul se debe a la superposición de centenares de órbitas de objetos de tipo clásico. La circunferencia roja constituye el mínimo perihelio anteriormente mencionado, válido solo para los objetos del disco difuso; la circunferencia amarilla constituye la órbita de Neptuno.

## Objetos descubiertos
El primer objeto del disco disperso que fue descubierto fue (48639) 1995 TL8, el año 1995, entonces todavía no se clasificó como tal. Un año después, (15984) 1996 TL66 fue el primer objeto transneptuniano clasificado como un SDO.
Actualmente se han descubierto cerca de 90 objetos del disco disperso y la lista continúa creciendo. De estos, el más grande es Eris que, con un diámetro de 2400 km, es el segundo planeta enano más grande, después de Plutón. Otro SDO notable es 2004 XR190 que destaca por su órbita extremadamente circular (de baja excentricidad).

## Disco difuso extendido

Objetos del disco difuso y del disco difuso extendido.

El descubrimiento del planetoide (148209) 2000 CR105, caracterizado por un perihelio demasiado lejano de la órbita de Neptuno para sufrir su influencia gravitacional de manera significativa, ha dado origen a una discusión en la comunidad científica relativa a la oportunidad de introducir el concepto de disco difuso extendido, o destacado (detached), para usar el término elegido por David Jewitt, que recientemente ha incluido también a Sedna en esta categoría.
El diagrama de la derecha representa numerosos objetos del disco difuso y del disco extendido, así como algunos de los cuerpos más representativos del cinturón de Kuiper. Las elevadas excentricidades orbitales de Sedna y de (87269) 2000 OO67 son mostradas a través de líneas rojas que terminan casi en el límite derecho del diagrama (cerca de 900 UA y 1020 UA respectivamente).

## SDO notables
| Designación permanente | Designación provisional | Magnitud absoluta    | Albedo       | Diámetro ecuatorial (km) | Semieje mayor (UA) | Fecha descubrimiento | Descubridor(s)                                   | Método medida diámetro |
| ---------------------- | ----------------------- | -------------------- | ------------ | ------------------------ | ------------------ | -------------------- | ------------------------------------------------ | ---------------------- |
|                        | Eris                    | -1,12                | 0,86 ± 0,07  | 2200 ± 100               | 67,7               | 2005                 | M. Brown, C. Trujillo y David Lincoln Rabinowitz | directo                |
| 84522                  | 2002 TC302              | 3,9                  | > 0,03       | 584,1 +105,6 −88,0       | 55,0               | 2002                 | NEAT                                             | térmico                |
|                        | 2004 XR190              | 4,5                  |              | 500-1000                 | 57,4               | 2004                 | L. Allen                                         |                        |
| 15874                  | 1996 TL66               | 5,4                  | 0,10?        | ~630                     | 82,8               | 1996                 | D. Jewitt, J. Luu i J. Chen                      | térmico                |
| 48639                  | 1995 TL8                | 5,28 & 7,0 (binario) | 0.09 asumido | ~350 i ~160              | 52,2               | 1995                 | Spacewatch (A. Gleason)                          | asunción de albedo     |